# Ursula Kadereit
Ursula Kadereit (* 23. Februar 1931 in Berlin; geborene Harmsen) ist eine deutsche Politikerin der CDU und ehemalige Abgeordnete der Hamburgischen Bürgerschaft.

## Leben
Ursula Kadereit ist die Tochter von Hans Harmsen und seiner Ehefrau Elisabeth, geborene von Haeften, der Schwester der beiden Widerstandskämpfer des 20. Juli 1944 Werner von Haeften und Hans Bernd von Haeften.
Nach ihrem Abitur 1950 studierte Ursula Kadereit Betriebswirtschaft. Von 1953 bis 1957 war sie als kaufmännische Angestellte tätig. Anschließend wechselte sie als Prokuristin in das freiberufliche Architektur-Atelier ihres Ehemannes Hansgünther Kadereit. Später übernahm sie auch Haus- und Grundstücksverwaltungen. Die Eheleute haben ein Kind.

## Politik
Für die CDU wurde Ursula Kadereit 1978 als Abgeordnete bis 1986 in die Hamburgische Bürgerschaft gewählt. Sie arbeitete dort vor allem im Bauausschuss und im Verkehrsausschuss mit und als Stellvertreterin im Ausschuss für Schule und Berufsbildung.

## Ehrenämter
- Vorstandsmitglied bei der Flüchtlings-Starthilfe e.V. und
- Vorstandsmitglied bei Heine-Haus e.V. (Dieser Verein kümmert sich um den Erhalt des denkmalgeschützten Gartenhauses auf dem Besitz des ehemaligen Bankiers Salomon Heine in Hamburg-Ottensen.)